# Блаженный

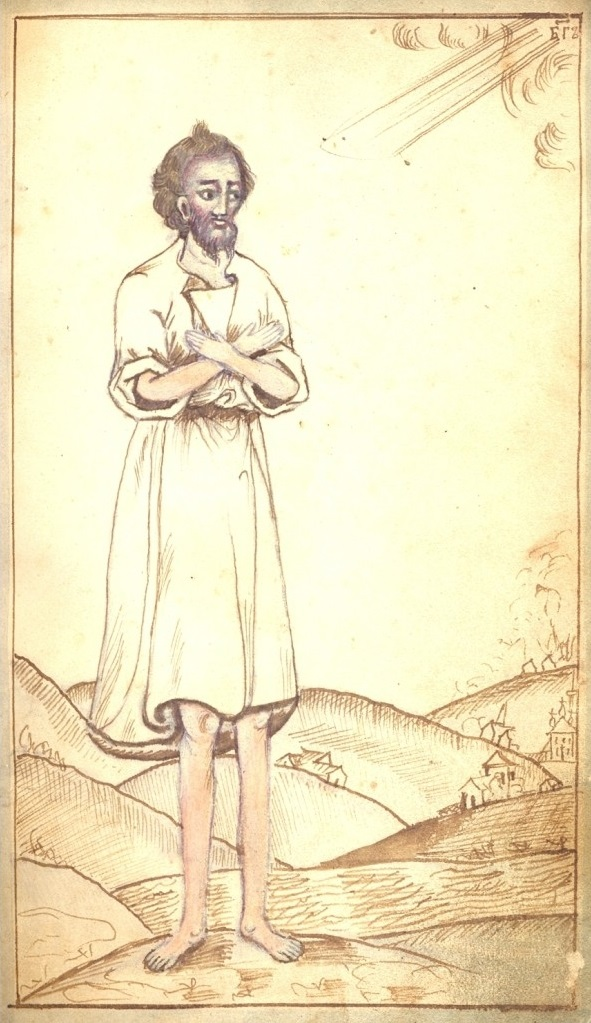
Симон Блаженный, рисунок из рукописного жития XIX века храма Богоявления в Юрьевце

Блаже́нный (блаженъ, от церк.-слав. блажити — «восхвалять, почитать»; др.-греч. μακάριος, лат. beatus, др.-евр. אשרי‬, ашре́ — «счастливый») в Православной церкви наименование (блаженный Василий) либо первая часть наименования (блаженный Василий, Христа ради юродивый) лика юродивых; в Католической церкви термин «блаженный» относится к подвижникам, прославленным в ходе беатификации, объявления человека блаженным и разрешения почитания его в конкретном месте или определённом церковном обществе. Эта традиция близка к местной канонизации в рамках Восточной православной церкви.
Блаженными могут называть также святых или неканонизированных подвижников благочестия, вне зависимости от его лика святости или типа подвига, в качестве прилагательного, имеющего значение «стяжавший евангельские блаженства», «живущий по заповедям евангельских блаженств»: «От юности Христа возлюбил еси, блаженне, и Тому единому работати пламенне вожделев…» — тропарь Серафиму Саровскому).
Термин применяется в качестве утвердившегося именования ряда святых (блаженный Никита, тайный угодник Божий; блаженная княгиня Ольга; блаженный Иероним; блаженный Августин) и христианских церковных писателей (блаженный Феодорит Кирский), не относящихся к юродству. Причины этого именования не ясны. Ряд житий и проложных памяти начинаются с этого слова в значении этом или более общем и значении (человека, стремящегося вести праведную жизнь) и часто употребляют его, в результате чего это прилагательное стало восприниматься в качестве особого именования (например, «Сия блаженная Ольга…», «Ольга блаженная, аки денница…»; «Угодник Божий сокровенный блаженный Никита…»).
Именование святых Иеронима и Августина блаженными предположительно отражает западнохристианскую традицию беатификации. Этому предположению противоречат почитание Августина как одного из наиболее авторитетных отцов Западной церкви (лат. doctores ecclesiae), а также применение термина блаженный как именования и в отношении святых Восточной церкви.
В широком значении блаженным может называться человек, который стремится вести праведную жизнь, в данном случае термин выступает как синоним слов «счастливый, благополучный» (так и Давид называет блаженным человека, которому Бог вменяет праведность независимо от дел: «блаженны, чьи беззакония прощены и чьи грехи покрыты. Блажен человек, которому Господь не вменит греха» (Рим. 4:6—8); «блажен человек, который переносит искушение, потому что, быв испытан, он получит венец жизни, который обещал Господь любящим Его» (Иак. 1:12).
Без терминологической нагрузки слово блаженный может употребляться перед именем святого, если говорится о периоде его жизни до рукоположения в епископский сан, после чего он может именоваться святителем; до выхода на подвиг служения, после этого он называется равноапостольный, исповедник; до мученической кончины — мученик; не стяжал святости лика, явленную им в конце жизни — преподобный и др.
В русский язык слово заимствованно из церковнославянского, восходит к ст.‑слав. блаженъ от блажити — «нарицать блаженным» (собственно «делать благим, хорошим»), имелось исконнорусское бо́лого.